# USS M-1 (SS-47)
USS M-1 (SS-47) byla diesel-elektrická ponorka námořnictva Spojených států amerických. Byla jedinou lodí své třídy. Ve službě byla v letech 1918–1922. Ze služby byla vyřazena 15. března 1922 na základně Philadelphia Navy Yard. Následujícího dne byla vyškrtnuta z registru. Ještě v roce 1922 byla sešrotována.
Ponorka M-1 byla jako první americká ponorka vybavená dvouplášťovým trupem. Cílem bylo získat plavidlo s větší rezervou vztlaku. Výkony a výzbroj ponorky jinak odpovídaly třídě L. Její nevýhodou byly stísněné vnitřní prostory a při vynořování měla tendenci k velkým náklonům. Zkušenosti z této ponorky byly využity při návrhu pozdější třídy AA-1.

## Stavba
Ponorku navrhla americká společnost Electric Boat Company a postavila loděnice Fore River Shipyard v Quincy. Stavba byla zahájena 2. července 1914, ponorka byla spuštěna na vodu 14. září 1915 a do služby byla uvedena 16. února 1918.

## Konstrukce
Posádku tvořili dva důstojníci a 26 námořníků. Ponorka byla vyzbrojena jedním 76mm/23 kanónem a čtyřmi příďovými 457mm torpédomety se zásobou osmi torpéd. Pohonný systém tvořily dva diesely New London Ship and Engine Company (NELSECO) o výkonu 840 hp a dva elektromotory o výkonu 680 hp, pohánějící dva lodní šrouby. Nejvyšší rychlost dosahovala čtrnáct uzlů na hladině a 10,5 uzlu pod hladinou. Dosah byl 2750 námořních mil při rychlosti jedenáct uzlů na hladině a 150 námořních mil při rychlosti pět uzlů pod hladinou. Operační hloubka ponoru dosahovala šedesát metrů.